# Nabłonek oddechowy
Nabłonek oddechowy – nabłonek wyściełający drogi oddechowe i narządy oddechowe. Nazwa „nabłonek oddechowy” bywa używana – ze względu na lokalizację w układzie oddechowym – w stosunku do nabłonka całego tego układu (tak jest np. w angielskiej terminologii histologicznej – respiratory epithelium) albo – ze względu na pełnioną funkcję – tylko w stosunku do nabłonka części układu biorących udział w wymianie gazowej. W tym drugim przypadku dla nabłonka wyściełającego części układu oddechowego przewodzące powietrze używa się określenia „nabłonek dróg oddechowych” lub „nabłonek dróg powietrznych”.

## Nabłonek dróg oddechowych

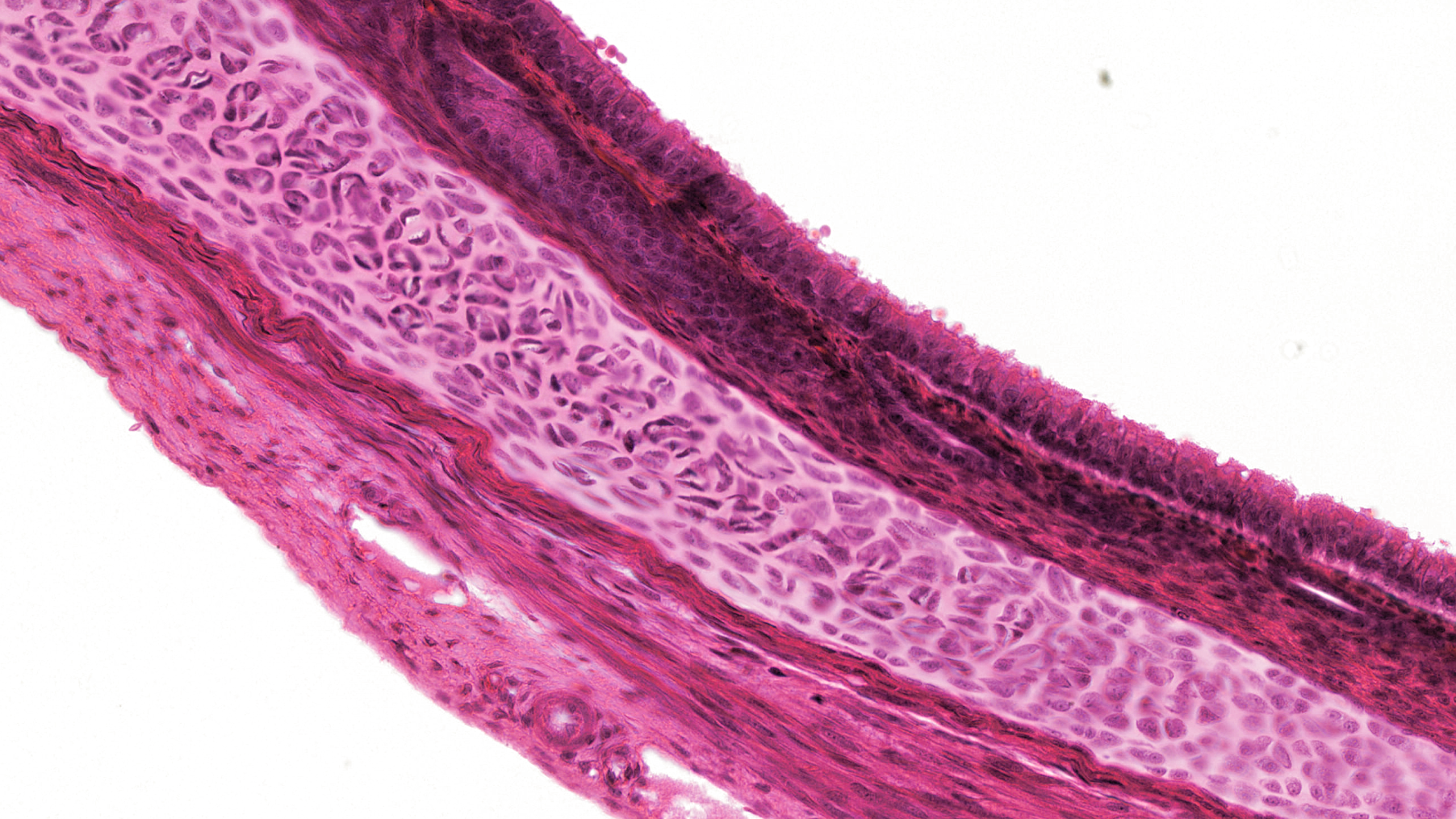
Przekrój poprzeczny tchawicy

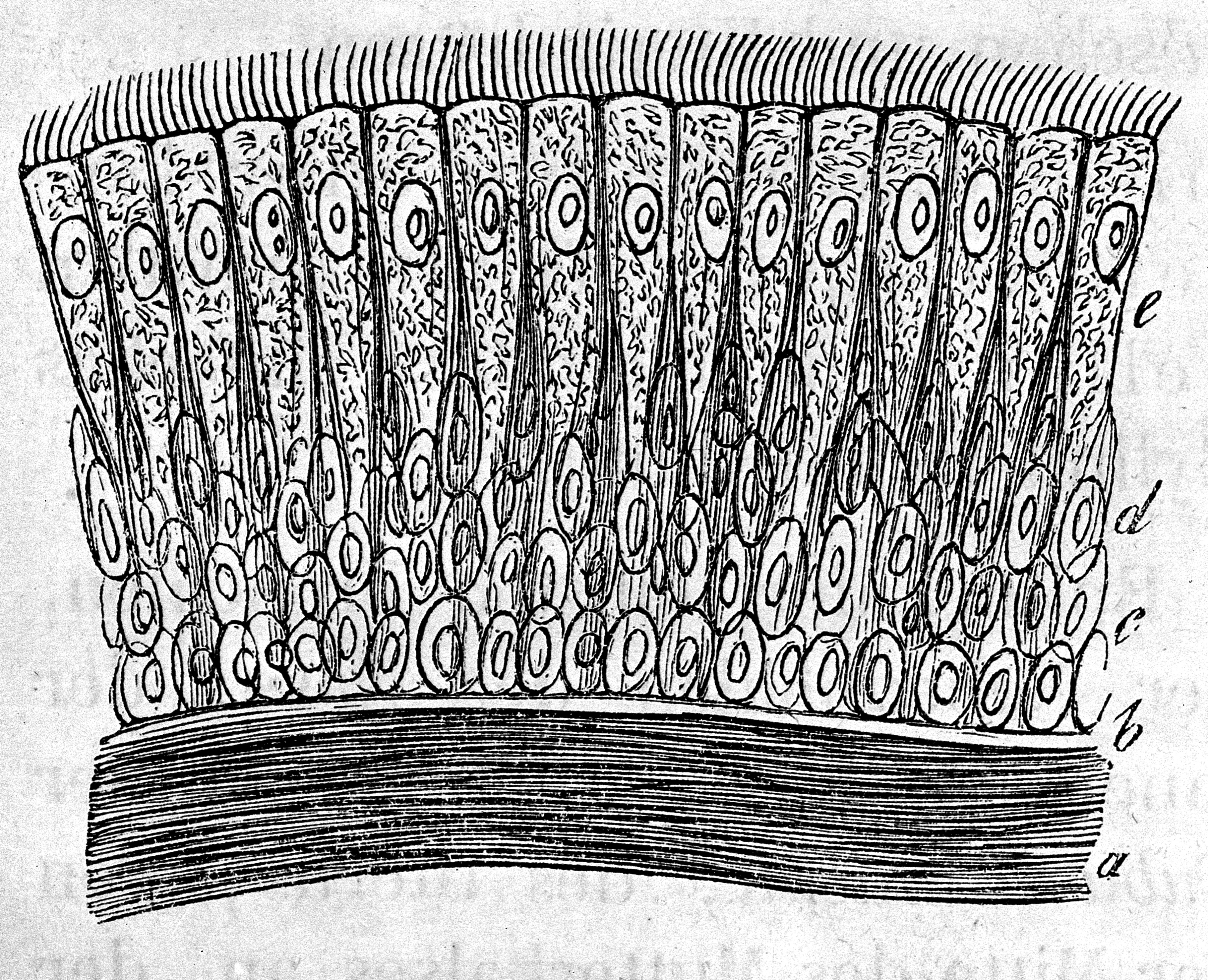
Nabłonek tchawicy człowieka – schemat

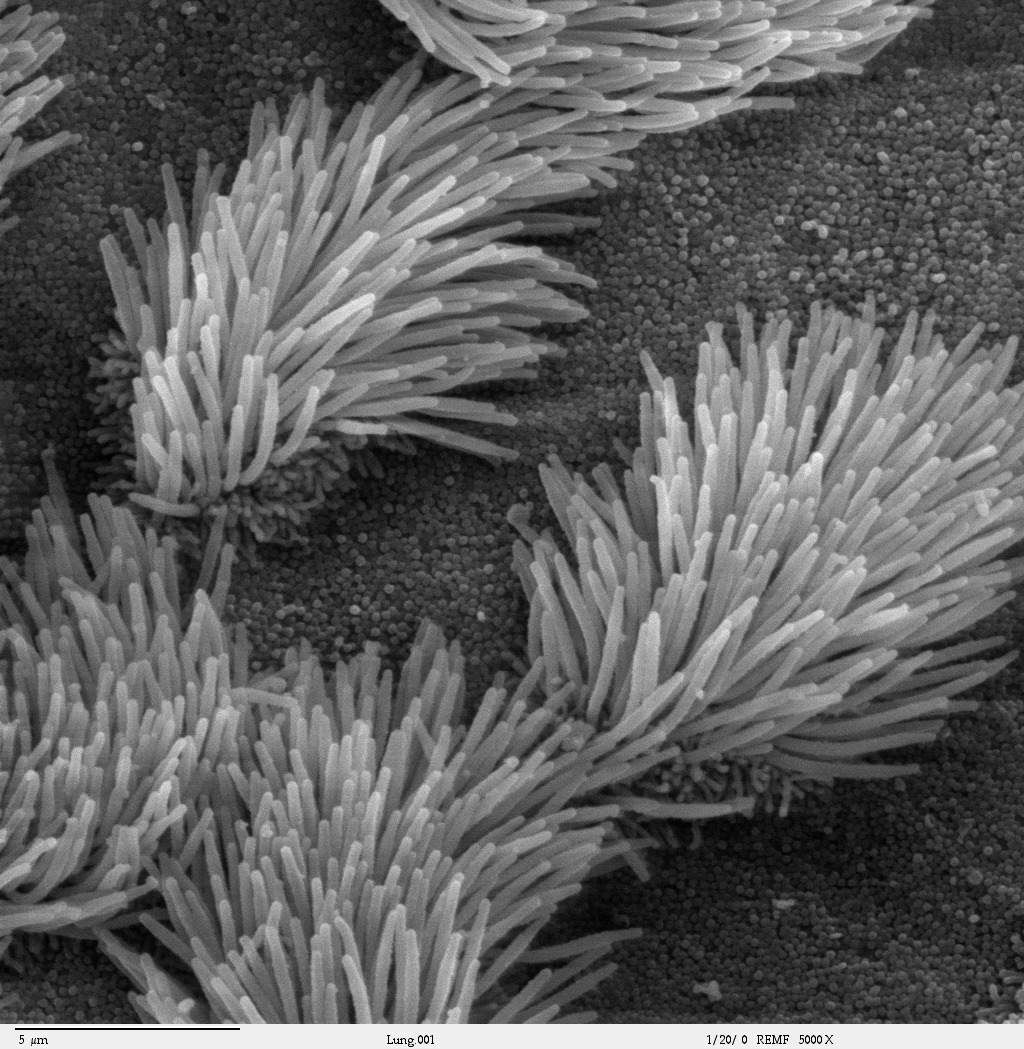
Nabłonek oskrzelików

Drogi oddechowe są przewodami doprowadzającymi powietrze do narządów, w których zachodzi wymiana gazowa, i wyprowadzającymi je z nich na zewnątrz organizmu. Nabłonek je wyściełający ma za zadanie oczyszczanie, ogrzewanie i nawilżanie wdychanego powietrza, a także unieszkodliwianie znajdujących się w nim antygenów. Okolicę oddechową jamy nosowej ssaków wyścieła nabłonek wielorzędowy orzęsiony ze śluzowymi komórkami kubkowymi; krtań – częściowo nabłonek wielorzędowy orzęsiony, częściowo wielowarstwowy płaski; tchawicę – wielorzędowy orzęsiony z komórkami kubkowymi, przerywany czasem w jej początkowym odcinku płatami nabłonka wielowarstwowego płaskiego; oskrzela – początkowo nabłonek wielorzędowy orzęsiony, w kolejnych rozgałęzieniach dwurzędowy i jednowarstwowy pryzmatyczny, w małych oskrzelikach pozbawiony już rzęsek i komórek kubkowych, za to z pojedynczymi komórkami gruczołowymi. Dwurzędowy, orzęsiony nabłonek tchawicy ptaków tworzy krypty gruczołów śluzowych wpuklające się w blaszkę właściwą błony śluzowej.

### Nabłonek dróg oddechowych człowieka
U człowieka na drogi oddechowe składa się jama nosowa, gardło, krtań, tchawica, oskrzela i oskrzeliki. Typowym nabłonkiem dróg oddechowych jest wielorzędowy walcowaty nabłonek migawkowy (urzęsiony), spoczywający na bardzo grubej błonie podstawnej i składający się z komórek kubkowych, migawkowych, szczoteczkowych, ziarnistych i podstawnych.
Komórki kubkowe pełnią funkcję jednokomórkowych gruczołów wydzielających śluz, do którego przyklejają się cząsteczki pyłu i inne drobne zanieczyszczenia dostające się do dróg oddechowych. Wąska część komórki leżąca nad błoną podstawną zawiera jądro i inne organella; w części kontaktującej się ze światłem dróg oddechowych komórka się rozszerza i wypełniona jest dużymi ziarnami wydzielającymi śluz.
Komórki migawkowe (urzęsione) na powierzchni kontaktującej się ze światłem dróg oddechowych mają po 250–300 długich, mocnych rzęsek. Skoordynowany ruch rzęsek (poruszających się do 20 razy na sekundę) sąsiadujących komórek przesuwa śluz – zarówno z jamy nosowej i zatok przynosowych, jak i z dolnych dróg oddechowych, począwszy od oskrzelików końcowych aż do krtani – zawsze w stronę gardła, gdzie może być wykrztuszony lub połknięty. Komórki migawkowe wraz z komórkami kubkowymi tworzą w ten sposób aparat śluzowo-rzęskowy stale oczyszczający wdychane powietrze. Niska wilgotność powietrza i jego niska temperatura zaburzają pracę aparatu śluzowo-rzęskowego, spowalniając a nawet zatrzymując ruch rzęsek.
Komórki szczoteczkowe, występujące znacznie rzadziej niż poprzednie dwa typy komórek (stanowią około 3% wszystkich komórek nabłonka dróg oddechowych), mają na powierzchni szczytowej krótkie, tępo zakończone mikrokosmki. Komórki te są chemoreceptorami odbierającymi bodźce smakowe w celu wykrywania obecności patogenów i uruchamiania reakcji obronnej.
Komórki ziarniste (komórki dokrewne, komórki Kulczyckiego), należące do rozproszonego układu endokrynnego (APUD, DNES) leżą na błonie podstawnej, nie sięgając światła dróg oddechowych. W pobliżu rozgałęzień oskrzeli i oskrzelików tworzą skupiska (ciałka neuroepitelialne). Zawierają dużą liczbę ziarnistości wydzielniczych.
Komórki podstawne również nie sięgają światła dróg oddechowych. Są to komórki macierzyste, różnicujące się na pozostałe typy komórek nabłonka.
W miarę zmniejszania się oskrzelików (w kolejnych ich rozgałęzieniach) nabłonek wielorzędowy walcowaty zmienia się w jednowarstwowy walcowaty, a następnie jednowarstwowy sześcienny, ale nadal urzęsiony. Dopiero w oskrzelikach końcowych jest to już nieurzęsiony nabłonek niski walcowaty lub sześcienny, na który składają się komórki oskrzelikowe (komórki Clary, oskrzelikowe komórki egzokrynne) oraz komórki macierzyste.
Niektóre fragmenty dróg oddechowych wysłane są innymi rodzajami nabłonka. W przedsionku nosa zamiast błony śluzowej jest skóra, pokryta właściwym dla niej nabłonkiem wielowarstwowym płaskim rogowaciejącym. Okolica węchowa (u człowieka niewielka, położona w górnej części jamy nosowej, na małżowinach nosowych górnych) ma wyspecjalizowany nabłonek węchowy – wysoki nabłonek wielorzędowy walcowaty składający się z komórek węchowych (neuronów węchowych), podporowych i podstawnych. Część ustna gardła, część migdałka gardłowego, a także strop i ściana tylna części nosowej gardła są pokryte nabłonkiem wielowarstwowym płaskim nierogowaciejącym (u płodu całe gardło ma nabłonek migawkowy). Fałdy głosowe pokryte są nierogowaciejącym nabłonkiem wielowarstwowym płaskim, chroniącym błonę śluzową przed uszkodzeniami podczas stykania się fałdów przy fonacji. Takim samym nabłonkiem pokryte są także przyśrodkowa powierzchnia chrząstek nalewkowatych i okolice wejścia do krtani (górna powierzchnia nagłośni). Ostroga tchawicy wysłana jest nabłonkiem wielowarstwowym płaskim.

## Nabłonek narządów oddechowych

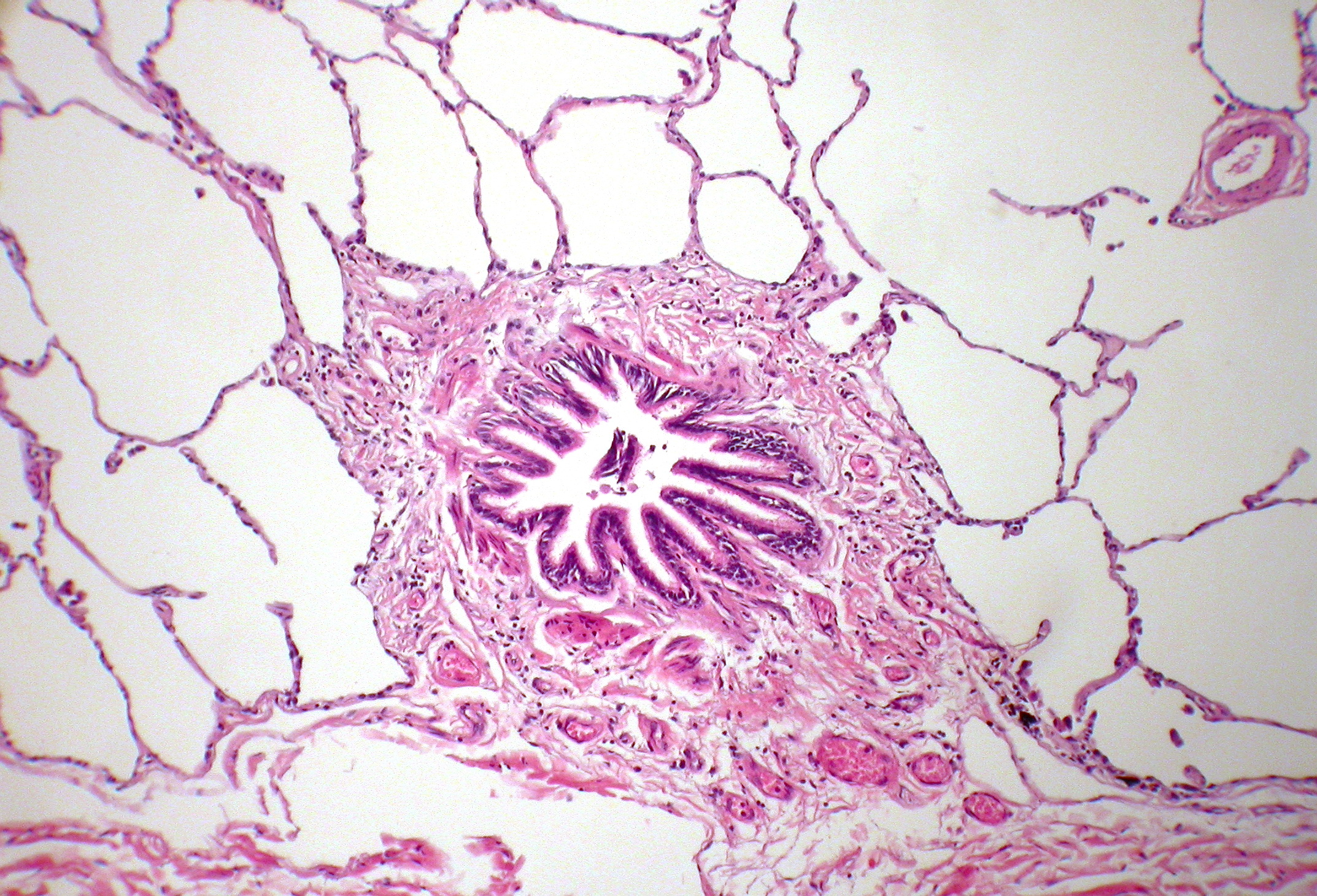
Oskrzelik i pęcherzyki płucne

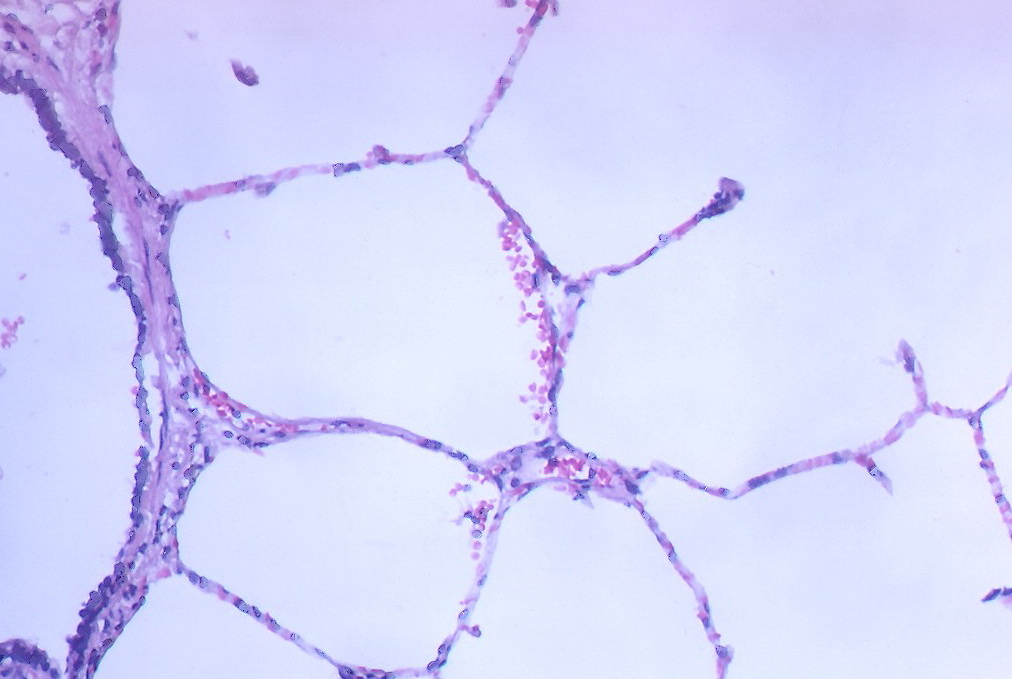
Pęcherzyki płucne

W częściach układu oddechowego, w których zachodzi wymiana gazowa (narządach oddechowych), budowa nabłonka dostosowana jest do tej funkcji. W skrzelach ryb występuje płaski nabłonek zawierający także jednokomórkowe gruczoły surowicze i śluzowe. Płuca płazów i gadów i przedzielające je przegrody wysłane są nabłonkiem złożonym z komórek orzęsionych i śluzowych komórek kubkowych. U ptaków piszczałki płucne okrywa nabłonek jednowarstwowy płaski. U ssaków pęcherzyki płucne wyścielają płaskie komórki z jądrzastymi wybrzuszeniami.

### Nabłonek narządów oddechowych człowieka
U człowieka narządami oddechowymi są oskrzeliki oddechowe, przewody oddechowe (przewody pęcherzykowe), woreczki pęcherzykowe i pęcherzyki płucne.
Oskrzeliki oddechowe mają nabłonek podobny do tego w oskrzelikach końcowych, ale przerywany otworami łączącymi ich światło ze światłem pęcherzyków płucnych i wysłanymi nabłonkiem jednowarstwowym płaskim, właściwym dla pęcherzyków płucnych. W miarę rozgałęziania się oskrzelików oddechowych łączących się z nimi pęcherzyków płucnych jest coraz więcej, a tym samym zwiększa się powierzchnia nabłonka biorącego udział w wymianie gazowej (nabłonka oddechowego funkcjonalnie). Przewody pęcherzykowe, woreczki pęcherzykowe i pęcherzyki płucne są już nim wysłane w całości. Nabłonek ten składa się z pneumocytów typu I, typu II i typu III.
Pneumocyty typu I (inaczej komórki oddechowe płaskie, komórki oddechowe mniejsze) stanowią około 40% liczby komórek nabłonka pęcherzyków płucnych, a zarazem 90–95% jego powierzchni, będąc komórkami wyjątkowo spłaszczonymi i cienkimi (w najbardziej płaskich miejscach grubość komórek wynosi 25 nm). Najgrubsze jest miejsce, w którym wokół płaskiego jądra zebrane są organella, pozostały obszar zawiera cytozol i nieliczne pęcherzyki pinocytarne, prawdopodobnie biorące udział w usuwaniu zanieczyszczeń i wymianie surfaktantu. Połączeniami międzykomórkowymi pneumocytów typu I są desmosomy i obwódki zamykające, zapobiegające przedostawaniu się płynu tkankowego do światła pęcherzyków płucnych. Bardzo mała grubość większej części tych komórek ułatwia wymianę gazową, czyli dyfuzję cząsteczek tlenu i dwutlenku węgla poprzez barierę krew-powietrze (błonę oddechową), zbudowaną z pneumocytów typu I, komórek śródbłonka naczyń włosowatych oraz połączonych ze sobą blaszek podstawnych obu tych grup komórek.
Pneumocyty typu II (inaczej komórki ziarniste, komórki oddechowe duże) są mniej więcej sześcienne i zaokrąglone, wybrzuszają się wewnątrz światła pęcherzyków płucnych, a ich powierzchnia kontaktująca się z tym światłem pokryta jest mikrokosmkami. Rozproszone są pomiędzy pneumocytami typu I, połączone z nimi desmosomami i obwódkami zamykającymi. Często są zgrupowane po dwa–trzy w kątach pęcherzyków (w pobliżu połączeń z sąsiednimi pęcherzykami). Mają zaokrąglone jądra, liczne mitochondria, rozbudowane siateczki śródplazmatyczne (szorstką i gładką), aparat Golgiego oraz pęcherzyki wydzielnicze. Pęcherzyki wydzielnicze o średnicy 100–400 nm, ziarniste, obłonione i wypełnione błoniastymi blaszkami (stąd nazywane ciałkami blaszkowatymi), wydzielają surfaktant tworzony przez fosfolipidy (głównie dipalmitoilofosfatydylocholina, DPPC), cholesterol i białka SP-A, SP-B, SP-C, SP-D. Surfaktant ten jest uwalniany przez pneumocyty do światła pęcherzyka płucnego, pokrywając jego powierzchnię. Zmniejszając napięcie powierzchniowe, zapobiega zapadaniu się pęcherzyka podczas wydechu, zmniejsza także zużycie energii potrzebnej do napełnienia pęcherzyka podczas wdechu, ułatwia dyfuzję gazów i ma działanie bakteriobójcze. Zużyty surfaktant jest fagocytowany przez makrofagi pęcherzykowe lub niszczony i wykorzystywany do tworzenia nowego surfaktantu przez same pneumocyty typu II. Pneumocyty typu II mają także zdolność różnicowania się w pneumocyty typu I i uzupełniania dzięki temu ubytków obu tych typów komórek, gdy zostaje uszkodzony nabłonek. Pneumocyty typu II zaczynają się różnicować w ostatnich tygodniach życia płodowego, co często powoduje u wcześniaków brak lub niedobór surfaktantu, a tym samym zaburzenia oddychania. 
Pneumocyty typu III są to bardzo rzadko występujące komórki pęcherzykowe szczoteczkowe o sześciennym kształcie, z dużą liczbą pęcherzyków wydzielniczych. Mogą pełnić funkcję chemoreceptorów.
W obrębie przegród międzypęcherzykowych, nie tylko w ich zrębie, ale też w nabłonku między pneumocytami, a także w samym świetle pęcherzyków płucnych występują również makrofagi (makrofagi pęcherzykowe). Oprócz wspomnianego już pobierania nadmiaru surfaktantu fagocytują one także zanieczyszczenia (głównie drobinki kurzu, stąd nazywane są komórkami pyłowymi), a w przypadku zastoinowej niewydolności serca także erytrocyty i pochodzącą z nich hemosyderynę (wtedy nazywane są komórkami wad serca). Część z wypełnionych tymi zanieczyszczeniami makrofagów pozostaje w przegrodach międzypęcherzykowych, pozostałe są usuwane za pomocą aparatu śluzowo-rzęskowego dróg oddechowych lub drogą układu limfatycznego.
W przegrodach międzypęcherzykowych (pomiędzy sąsiadującymi pneumocytami typu I) znajdują się także małe otworki o średnicy 10–15 μm (pory Kohna, pory pęcherzykowe), które umożliwiają przepływ powietrza między sąsiednimi pęcherzykami, także tymi należącymi do innych oskrzelików. Umożliwia to dalsze krążenie powietrza mimo niedrożności części oskrzelików, a także wyrównywanie ciśnienia. Pory te przyśpieszają także rozprzestrzenianie się patogenów.